# Baad
Baad (estilizado em letras maiúsculas, BAAD) é uma banda de rock japonesa formada em 1992 que estreou em fevereiro de 1993 pela gravadora Zain Records, atualmente assinada pela Giza Studio. Em 2023, seus membros eram o vocal Kyouji Yamada, o baterista Kazuyoshi Aoki, o guitarrista Shinichiro Ohta e o baixista Kobayashi Masamichi.

## Biografia
A formação da banda foi concluída em 1992 e em 1993 estrearam com o single "Donna Toki Demo Hold Me Tight". Seu maior sucesso veio com o single "Kimi ga Suki da to Sakebitai" que foi usado na série de anime Slam Dunk. O vocalista principal e letrista Yamada Kyouji deixou a banda em 1995 e foi substituído por Hata Hideki como segundo vocalista. Depois disso, a banda mudou de gravadora, da ZAIN Records para a Nippon Columbia. Devido à popularidade e queda nas vendas, a banda se desfez em 1999. Após a separação, Ohta e Arai formaram a banda de rock independente Rad Hammer no mesmo ano e em 2001 lançaram seus primeiros trabalhos, Hata se tornou vocalista da banda independente Arrow. Em 2004, Arai tornou-se membro da banda pop independente 03Band e Ohta tornou-se membro da banda de rock doa, e faz parte da banda até seu fim em 2024.
Em abril de 2023, a banda anunciou uma reunião com antigos membros, incluindo o primeiro vocalista, e também um anúncio de um show. Em 22 de maio, poucos dias após o primeiro show reunido, o baterista Arai morreu devido a um câncer. Dois meses depois, Ohta e os integrantes da doa anunciaram sua saída do selo Giza Studio e, a partir de setembro, se tornaram freelancers na empresa Floodlight, o anúncio foi feito em seu site oficial.
Em outubro de 2023, o próprio Ohta, como representante do BAAD, fez uma aparição especial no Festival de Canções de Anime do Japão, realizado em Melaka, Malásia. Tornou-se sua primeira aparição no palco no exterior desde sua estreia.

## Integrantes
- Shinichiro Ohta (大田紳一郎; Guitarra, Coro, Letrista, Compositor)
- Kobayashi Masamichi (小林正道; baixo)
- Yamada Kyouji (山田恭二; Primeiro Vocalista, Letrista)

### Ex-integrantes
- Hata Hideki (秦 秀樹; segundo vocalista, letrista)
- Arai Yasunori (新井康徳; Bateria; falecido em 22 de maio de 2023)